# Associazione Calcio Lecco 1954-1955
Questa voce raccoglie le informazioni riguardanti l'Associazione Calcio Lecco nelle competizioni ufficiali della stagione 1954-1955.

## Stagione
Nella stagione 1954-1955 il Lecco ha disputato il campionato di Serie C, un torneo a girone unico a livello nazionale con 18 squadre, che prevedeva due promozioni in Serie B e quattro retrocessioni in IVª Serie. Con 35 punti si è piazzato in settima posizione di classifica. Il torneo è stato vinto con 45 punti dalla coppia Bari e Livorno che hanno staccato il biglietto promozione, sono retrocessi Carrarese, Bolzano, Lecce e Fanfulla Lodi dopo aver perso lo spareggio (0-2) con il Prato.
Il Lecco per questa stagione è affidato alle cure del nuovo allenatore Arrigo Morselli ex calciatore di Milan e Brescia, cede all'Empoli Giovan Battista Fracassetti che da bravo ex giocatore in stagione rifilerà tre reti ai blucelesti, inserisce nell'organico l'ala Danilo Bonini in arrivo dal Bari e dall'Atalanta il jolli d'attacco Francesco Cergoli. Il Lecco torna ai vecchi tempi, il prato dello stadio Rigamonti rimane imbattuto, sarà l'unico del torneo, ma in trasferta ottiene poco o nulla, restando sempre nel limbo di metà classifica con qualche sofferenza nel finale di campionato, quando si è strappato un prezioso pareggio (0-0) all'ultima di campionato alla Dossenina di Lodi che è valso la salvezza per il Lecco e lo spareggio per i bianconeri. Inizialmente nel torneo prende il largo l'Empoli, che però rallenta nel finale dell'andata e cede nel girone di ritorno, lasciando via libera a Bari e Livorno. Giuseppe Logaglio con 14 reti è stato il miglior realizzatore di questa stagione per il Lecco.

## Rosa
| N. |                   | Ruolo | Calciatore        |
| -- | ----------------- | ----- | ----------------- |
|    | Italia (bandiera) | D     | Carlo Della Bassa |
|    | Italia (bandiera) | A     | Danilo Bonini     |
|    | Italia (bandiera) | A     | Angelo Brena      |
|    | Italia (bandiera) | A     | Francesco Cergoli |
|    | Italia (bandiera) | A     | Umberto Corradi   |
|    | Italia (bandiera) | C     | Francesco Duzioni |
|    | Italia (bandiera) | C     | Piero Fioroni     |
|    | Italia (bandiera) | D     | Silvio Franchi    |
|    | Italia (bandiera) | P     | E. Galli          |
|    | Italia (bandiera) | D     | Giancarlo Galli   |
|    | Italia (bandiera) | A     | Gustavo Gnecchi   |

| N. |                   | Ruolo | Calciatore          |
| -- | ----------------- | ----- | ------------------- |
|    | Italia (bandiera) | A     | Ivan Grazioli       |
|    | Italia (bandiera) | D     | Giuseppe Limonta    |
|    | Italia (bandiera) | C     | Giuseppe Logaglio   |
|    | Italia (bandiera) | P     | Osvaldo Maffeis     |
|    | Italia (bandiera) | C     | Giovanni Martorelli |
|    | Italia (bandiera) | P     | Silvano Pifferetti  |
|    | Italia (bandiera) | C     | Enrico Pozzi        |
|    | Italia (bandiera) | P     | Giuseppe Romano     |
|    | Italia (bandiera) | A     | Virginio Ubiali     |
|    | Italia (bandiera) | A     | Marcello Vecchio    |
|    | Italia (bandiera) | C     | Massimo Vicari      |

## Risultati

### Girone di andata
| Arbitro: | Perucci (Verona) |

|            |           |  |
| Basile 31’ | Marcatori |  |

| Arbitro: | Pisanu (Verona) |

|                             |           |                          |
| Cergoli 19’ Ubiali 33’, 38’ | Marcatori | 32’ Grillone 37’ Quaglia |

| Arbitro: | De Robbio (Torre Annunziata) |

|                                                                    |           |  |
| Maluta 3’ Bellotti 9’ Fracassetti 29’, 40’ Genovesi 52’ Merlin 56’ | Marcatori |  |

| Arbitro: | Maghernino (San Severo) |

|                      |           |            |
| Vicari 4’ Bonini 14’ | Marcatori | 37’ Ongaro |

| Siracusa 17 ottobre 1954 5ª giornata | Siracusa     | 0 – 0 | Lecco | Stadio Vittorio Emanuele III\| Arbitro: \| Raule (Roma) \| |
| Arbitro:                             | Raule (Roma) |       |       |                                                            |

| Arbitro: | Migliorini (Firenze) |

|             |           |  |
| D'Avino 11’ | Marcatori |  |

| Arbitro: | Bonetto (Torino) |

|              |           |                |
| Logaglio 43’ | Marcatori | 75’ M. Taccola |

| Arbitro: | Bartolomei (Roma) |

|                        |           |  |
| Serena 63’ Rizzato 78’ | Marcatori |  |

| Arbitro: | Caputo (Napoli) |

|                           |           |            |
| Cergoli 8’, 81’ Brena 90’ | Marcatori | 67’ Piatto |

| Arbitro: | Ronchi (Bologna) |

|                   |           |  |
| Morsan 26’ (rig.) | Marcatori |  |

| Arbitro: | Baldassare (Udine) |

|                                         |           |  |
| Duzioni 34’ Brena 49’ Vicari 53’ (rig.) | Marcatori |  |

| Arbitro: | Menchini (Udine) |

|            |           |               |
| Vicari 67’ | Marcatori | 28’ Baccalini |

| Arbitro: | Ubezio (Novara) |

|                                               |           |                      |
| Panzani 37’ Badiali 58’ Gadaldi 71’ Conca 88’ | Marcatori | 20’ Brena 47’ Vicari |

| Arbitro: | Tavolini (Ferrara) |

|                  |           |  |
| Corradi 68’, 74’ | Marcatori |  |

| Cremona 9 gennaio 1955 15ª giornata | Cremonese      | 0 – 0 | Lecco | Stadio Giovanni Zini\| Arbitro: \| Savi (Bergamo) \| |
| Arbitro:                            | Savi (Bergamo) |       |       |                                                      |

| Arbitro: | Pasini (Novara) |

|             |           |  |
| Logaglio 1’ | Marcatori |  |

| Arbitro: | Grignani (Milano) |

|                                  |           |             |
| Cergoli 2’ Ubiali 12’ Vicari 60’ | Marcatori | 72’ Rabitti |

### Girone di ritorno
| Arbitro: | Alterio (Roma) |

|              |           |  |
| Logaglio 68’ | Marcatori |  |

| Arbitro: | Marangio (Roma) |

|                    |           |             |
| Brighenti 10’, 56’ | Marcatori | 61’ Corradi |

| Arbitro: | Arpaia (Roma) |

|                                                                 |           |                             |
| Logaglio 17’, 44’ Martorelli 37’ Toneatto 84’ (aut.) Ubiali 90’ | Marcatori | 57’ Fracassetti 63’ Tambani |

| Arbitro: | De Marchi (Pordenone) |

|               |           |              |
| Carminati 88’ | Marcatori | 43’ Logaglio |

| Lecco 6 marzo 1955 22ª giornata | Lecco           | 0 – 0 | Siracusa | Stadio Mario Rigamonti\| Arbitro: \| Marangio (Roma) \| |
| Arbitro:                        | Marangio (Roma) |       |          |                                                         |

| Arbitro: | Bartolomei (Roma) |

|                    |           |             |
| Cergoli 80’ (rig.) | Marcatori | 20’ D'Avino |

| Arbitro: | De Robbio (Torre Annunziata) |

|                                              |           |                             |
| Taccola III 16’ Bronzoni 35’, 37’ Bodini 88’ | Marcatori | 9’, 28’ Ubiali 74’ Logaglio |

| Arbitro: | Perucci (Verona) |

|              |           |              |
| Logaglio 55’ | Marcatori | 83’ Trenzani |

| Arbitro: | Pasini (Novara) |

|                                      |           |            |
| Gaslini 21’, 74’ Mantero 53’ Rao 69’ | Marcatori | 39’ Bonini |

| Arbitro: | Ronchi (Bologna) |

|                                              |           |              |
| I. Grazioli 18’ Corradi 26’, 84’ Cergoli 72’ | Marcatori | 67’ Ferretti |

| Arbitro: | Migliorini (Firenze) |

|                              |           |                       |
| F. Grazioli 47’ Balbiano 90’ | Marcatori | 57’ Bonini 59’ Vicari |

| Arbitro: | Baldassare (Udine) |

|                 |           |              |
| Bretti 17’, 41’ | Marcatori | 46’ Logaglio |

| Arbitro: | Pisanu (Verona) |

|                                             |           |                  |
| Bonini 12’ Martoretti 27’ Logaglio 73’, 87’ | Marcatori | 24’ (rig.) Conca |

| Arbitro: | Maghernino (San Severo) |

|             |           |                             |
| Freschi 70’ | Marcatori | 9’, 42’ Vicari 44’ Logaglio |

| Lecco 22 maggio 1955 32ª giornata | Lecco        | 0 – 0 | Cremonese | Stadio Mario Rigamonti\| Arbitro: \| Raule (Roma) \| |
| Arbitro:                          | Raule (Roma) |       |           |                                                      |

| Arbitro: | Ubezio (Novara) |

|                 |           |  |
| Bozzato 5’, 36’ | Marcatori |  |

| Lodi 12 giugno 1955 34ª giornata | Fanfulla      | 0 – 0 | Lecco | Stadio Dossenina\| Arbitro: \| Arpaia (Roma) \| |
| Arbitro:                         | Arpaia (Roma) |       |       |                                                 |